# Strandesia reticulata
Strandesia reticulata är en kräftdjursart som först beskrevs av Daday 1898.  Strandesia reticulata ingår i släktet Strandesia och familjen Cyprididae. Inga underarter finns listade i Catalogue of Life.